# Thereva bilineata
Thereva bilineata är en tvåvingeart som beskrevs av Enrico Adelelmo Brunetti 1917. Thereva bilineata ingår i släktet Thereva och familjen stilettflugor. Inga underarter finns listade i Catalogue of Life.